# Carretera de Nebraska 36
La Carretera de Nebraska 36, y abreviada NE 36 (en inglés: Nebraska Highway 36) es una carretera estatal estadounidense ubicada en el estado de Nebraska. La carretera inicia en el Oeste desde la US 275  sureste de Fremont hacia el Este en la US 75  en Omaha. La carretera tiene una longitud de 38,3 km (23.80 mi).

## Mantenimiento
Al igual que las autopistas interestatales, y las rutas federales y el resto de carreteras estatales, la Carretera de Nebraska 36 es administrada y mantenida por el Departamento de Carreteras de Nebraska por sus siglas en inglés NDOR.

## Cruces
La Carretera de Nebraska 36 es atravesada principalmente por la  NE 31  oeste de Bennington.